# Кріль Ігор Іванович
І́гор Іва́нович Крі́ль (нар. 10 травня 1961, Червоноград); колишній народний депутат України.

## Життєпис
Народився 10 травня 1961 у Червонограді, українець.

### Освіта
Львівський політехнічний інститут, механіко-технологічний факультет (1980—1985), «Технологія машинобудування, металорізальні верстати та інструменти».

## Політична діяльність
Квітень 2002 — кандидат в народні депутати України, виборчий округ № 70, Закарпатська область, висунутий Виборчим блоком політичних партій "Блок Віктора Ющенка «Наша Україна». За 20.14 %, 2 з 20 претендентів. На час виборів: заступник голови правління ТОВ «Барва» (Мукачево), безпартійний.
Нардеп 5-го скликання з квітня 2006 по червень 2007 від Блоку «Наша Україна», № 71 в списку. На час виборів: тимчасово не працював, член «Нашої України». Член фракції блоку «Наша Україна» (з квітня 2006). Член Комітету з питань бюджету (з липня 2006). Склав депутатські повноваження 15 червня 2007.
Нардеп 6-го скликання з листопада 2007 по грудень 2012 від блоку «НУНС», № 40 в списку. На час виборів: тимчасово не працював, член НСНУ. Член фракції Блоку «Наша Україна — Народна самооборона» (з листопада 2007). Член Комітету з питань податкової та митної політики (грудень 2007 — березень 2011), голова підкомітету з питань оподаткування доходів фізичних осіб (зокрема спрощені системи оподаткування фізичних осіб) і обов'язкових відрахувань до солідарних фондів державного соціального забезпечення та пенсійного страхування (з лютого 2008), член Комітету з питань фінансів, банківської діяльності, податкової та митної політики (з березня 2011).
Член НСНУ (2005—2008); заступник голови НСНУ (з березня 2007). 27 березня 2008 року обраний головою нової партії «Єдиний центр».

## Трудова діяльність
- 09.1976–04.1980 — студент, Львівський технікум радіоелектроніки.
- 04.–08.1980 — технік-технолог, завод «Зміна» ЛВО імені Леніна, м. Червоноград.
- 08.1980–06.1985 — студент, Львів. політехнічний інститут.
- 08.1985–11.1988 — інж.-програміст, ст. інж.-програміст, завод «Зміна» ЛВО ім. Леніна.
- 12.1988–07.1991 — інж.-програміст, начальник бюра СГУ, завод «Карпати», м. Мукачеве.
- 08.1991–03.1993 — директор, МП «Свопінг», м. Мукачеве.
- 04.1993 — інж.-програміст, ТОВ «Свопінг», м. Червоноград.
- 04.–07.1993 — інж.-програміст, ТОВ «Терм», м. Мукачеве.
- 08.1993–11.1996 — заст. директора, ТОВ «Рей-Промінь», м. Мукачеве.
- 11.1996–05.1999 — заст. директора, директора, ТОВ «Барва», м. Ужгород.
- 06.1999–2000 — заступник голови з ек. і фін.-кредитних питань — начальник упр. з питань фінансів і власності, 2000–06.2001 — 1-й заступник голови, Закарпатська облдержадміністрація.
- 06.2001–06.2002 — заступник голови правл., ТОВ «Барва», м. Мукачеве.
- 05.2002–01.2004 — заст. директора, директор, ТОВ «Кіпер-Софт», м. Мукачеве.
- 01.2004–02.2005 — заст. директора, ТОВ «ТранСофтГруп», м. Мукачеве.
- 02.–03.2005 — в.о. заступник голови, Закарп. облдержадмін.
- 03.–11.2005 — голова, Державна податкова адміністрація в Закарп. обл.

Державний службовець 3-го рангу (січень 2001). Радник податкової служби 1-го рангу.
Володіє англійською мовою.
Захоплення: гра на баяні, футбол, теніс.

## Сім'я
- батько — Іван Миколайович (1933) — пенсіонер;
- мати Марія Антонівна (1932) — пенсіонер;
- дружина Тетяна Леонідівна (*1961) — приватний підприємець;
- донька Катерина (*1985) — студентка Національного педагогічного університету;
- син Антон (*1986) — студент «Києво-Могилянської академії».